# Hadriania
Hadriania là một chi ốc biển, là động vật thân mềm chân bụng sống ở biển thuộc họ Muricidae, họ ốc gai.

## Các loài
Các loài thuộc chi Hadriania bao gồm:
- Hadriania craticulata Bucquoy & Dautzenberg, 1882[2]

Các loài được đưa vào đồng nghĩa
- Hadriania brocchii [3]: đồng nghĩa của Hadriania craticulata Bucquoy, Dautzenberg & Dollfus, 1882
- Hadriania craticuloides (Vokes, 1964): đồng nghĩa của Hadriania craticulata Bucquoy, Dautzenberg & Dollfus, 1882
- Hadriania oretea (de Gregorio, 1885): đồng nghĩa của Hadriania craticulata Bucquoy, Dautzenberg & Dollfus, 1882